# Dambadeniya
Dambadeniya és una ciutat antiga en ruïnes situada en la Província Nord-Occidental (Wayamba), Sri Lanka, a la carretera entre Kurunegala i Negombo. Va servir com la capital de Sri Lanka a la meitat del segle xiii. Molt de Dambadeniya resta enterrada en un gran roc fortificat. Dambadeniya està situada aproximadament a 31 km de Kurunegala, la capital moderna de la Província Nord-Occidental.
Es considera que el període de Dambadeniya fou l''Era Daurada' de la literatura singalesa

## Història
Dambadeniya, aproximadament a 30 km del sud-de l'oest de Kurunegala, esdevingué prominent a la meitat del segle xiii. Va ser seleccionada com a capital del regne de Sri Lanka pel rei Vijayabahu III (1232–36). La sobirania del país estava en joc arran d'invasions de l'Índia del sud, que amenaçava la capital Polonnaruwa. Vijayabahu, el rei singalès, va lluitar contra els invasors i va establir Dambadeniya com a capital. En el cim de la roca Dambadeniya va construir fortificacions, muralles i portes. La ciutat va ser assegurada per una fossa, un pantà i muralles al voltant del palau reial. Durant el regnat del rei Parakramabahu II (1236–70), Dambadeniya va assolir el zenit de la seva glòria. Parakramabahu II va crear les obres mestres poètiques "Kavisilumina" i "Visuddi Marga Sannasa" donant un gir a la literatura singalesa. L'Era Dambadeniya fou la raó per la qual la literatura singalesa no va quedar limitada a pintures i inscripcions.

## Entorn
Entre les ruïnes del palau que resten, els fonaments són bastant visibles. Les excavacions han posat a la llum restes del temple de la Relóquia de la dent del Buda, el Palau Reial, jardins, fosses, i muralles. El temple històric de la Dent te imatges de Buda, identificades com el Vijayasundararamaya. També té algunes pintures de paret interessants datant del segle xviii.